# 温波镇
温波乡，是中华人民共和国四川省甘孜藏族自治州石渠县下辖的一个乡镇级行政单位。

## 行政区划
温波乡下辖以下地区：
错卡村、阿加村、阿沙村、日影村、曲绒村和你虾村。